# Carl von und zu Egloffstein
Carl IX. August Graf von und zu Egloffstein (* 24. Oktober 1795 in Weimar; † 25. Dezember 1887 in Arklitten) war ein deutscher Gutsbesitzer und Abgeordneter.

## Leben
Egloffstein war der Sohn von Gottfried Friedrich Leopold III. Graf von und zu Egloffstein. Der Vater war 1786 in den Grafenstand erhoben worden. Die Ehe seiner Mutter Henriette Gräfin von Egloffstein (1773–1864) verlief unglücklich. Die Mutter ließ sich 1803 scheiden. Die Schwestern Carolie (1789–1868), Julie (1792–1869) und Auguste (1796–1862) gehörten in Weimar zum Kreis um Goethe.
Egloffstein absolvierte ab 1811 ein Forststudium in Berlin und diente ab 1813 als Freiwilliger Jäger im preußischen leichten Garde-Kavallerie-Regiment. 1814 wurde er in Paris Premier-Leutnant und 1815 Brigade-Adjutant. 1821 wurde er in den Großen Generalstab versetzt und bald danach Gouverneur der Prinzen Adalbert und Waldemar von Preußen. 1834 nahm er den Abschied als Major. Er war ab 1830 Majoratsherr auf Arklitten und Herr auf Aftinten, Kreis Gerdauen. 1838 verkaufte er die Güter Warnekam und Schönfließ.
1850 war er Mitglied im Volkshaus des Erfurter Unionsparlaments. Er legte sein Mandat am 13. Juni 1850 nieder. Nachrücker wurde Botho Graf von Eulenburg.
1815 wurde er mit dem Eisernen Kreuz 2. Klasse ausgezeichnet und erhielt im gleichen Jahr den kaiserlich russischen Georgsorden.

## Familie
Egloffstein heiratete am 25. Juni 1823 in Neuwied Charlotte Sophie Freiin von und zu Egloffstein (* 5. Februar 1796; † 23. Februar 1864 in Arklitten), die Tochter des preußischen Regierungsrates Christian II. August Friedrich Dietrich Rudolf Carl Freiherr von und zu Egloffstein. Das Paar hatte eine Tochter namens Henriette (* 20. Juli 1824).